# Etilefrin
Etilefrin je srčani stimulant koji se koristi kao antihipotenziv. On je simpatomimetički amin iz 3-hidroksi-feniletanolaminske serije koji se koristi za lečenje ortostatske hipotenzije neurološkog, kardiovaslularnog, endokrinog ili metaboličkog porekla. Intravenozna infuzija ovog leka povećava srčani učinak, udarni volumen, venski povratak i krvni pritisak kod ljudi i eksperimentalnih životinja. Iz toga proizilazi da on stimuliše α i β adrenergičke receptore. Međutim, in vitro studije indiciraju da etilefrin ima mnogo veći afinitet za β1 (srčane) nego za β2 adrenoreceptore.
Intravenozni etilefrin ubrzava puls, uvećava srčani izlaz, udarni volumen, centralni venski i srednji arterijski pritisak zdravih osoba. Periferni vaskularni otpor opada tokom infuzije 1–8  etilefrina ali počinje da raste na višim dozama

## Literatura
|  | Molimo Vas, obratite pažnju na važno upozorenje u vezi sa temama iz oblasti medicine (zdravlja). |